# Bistum Garðar
Das Bistum Garðar war ein mittelalterliches römisch-katholisches Bistum in Grönland.

## Geschichte
Grönland wurde Ende des 10. Jahrhunderts von den Grænlendingar besiedelt. Archäologische Untersuchungen haben gezeigt, dass es vermutlich bereits von Anfang an Christen in Grönland gab. Den Vinland-Sagas zufolge führte Leif Eriksson im Jahr 1000 das Christentum in Grönland ein.
Grönland war ursprünglich ein Teil des Erzbistums Bremen. Als 1056 das isländische Bistum Skálholt gegründet wurde, wurde Grönland möglicherweise in dieses miteingegliedert. 1106 wurde das Bistum Lund zum Erzbistum erhoben, zu dessen Kirchenprovinz fortan auch die grönländischen Kirchengemeinden angehörten. 1112 wurde ein Bischof nach Grönland geschickt, Eiríkr upsi Gnúpsson, der aber möglicherweise nur Missionsbischof war.
Anfang des 12. Jahrhunderts wurde das Bistum Garðar offiziell gegründet. Die Gründungsgeschichte ist im Grænlendinga þáttr (auch Einars þáttr Sokkason) überliefert, wo es heißt, dass der aus Brattahlíð stammende Bauer Sokki gemeinsam mit den anderen Bauern auf einem Thing beschloss, ein eigenes Bistum gründen zu lassen. Er schickte daraufhin seinen Sohn Einarr Sokkason zum norwegischen König Sigurd I., der zustimmte. Daraufhin wurde Arnaldr 1124 zum Bischof ernannt und er richtete seinen Sitz in Garðar, dem damals größten Hof der Grænlendingar, ein.
1158 wurde die Kirchenprovinz Nidaros gegründet, dem das Bistum Garðar fortan angehörte. Bischof Óláfr wurde in den 1240er Jahren damit beauftragt, Grönland dem norwegischen König zu unterwerfen, wozu sich die Bevölkerung erst 1261 bereiterklärte.
Im Gegensatz zu Island gab es im Bistum Garðar aus unbekannten Gründen nie einen landeseigenen Bischof. Möglicherweise lag dies an einer fehlenden Oberschicht, die machtvoll genug war, um dieses Amt stemmen zu können. Das Bistum war wegen seiner Abgelegenheit vermutlich sehr unattraktiv für die europäischen Geistlichen und häufig hatte das Bistum jahrelang keinen Bischof. 1378 starb der letzte in Grönland residierende Bischof und einige Jahrzehnte später starben die Grænlendingar aus. Noch bis ins frühe 16. Jahrhundert wurden jedoch vereinzelt Titularbischöfe ernannt. 1996 wurde das neuzeitliche Titularbistum Gardar gegründet.